# Herinneringsmedaille aan de Expeditie naar China (1901)
De Herinneringsmedaille aan de Expeditie naar China (1901) ( Frans: Médaille commemorative de l' expedition de Chine (1901)) was een Franse militaire herinneringsmedaille die in de Wet van 15 april 1902 werd ingesteld om dienst in China in 1900 en 1901 te belonen.
In mei 1900 was in heel Noord-China een opstand uitgebroken die de belangen van de landen met concessies in de grote steden en gepachte gebieden in China bedreigde. De vijandigheid tegen deze machten was vooral veroorzaakt door een geheime nationalistische en xenofobe groep die zich "de Vereniging van rechtschapen en harmonieuze Vuisten" noemde. In het buitenland werden deze mannen de "boxers" genoemd. De opstand staat als "Boxeropstand" bekend.
Acht grote mogendheden; Duitsland, Oostenrijk-Hongarije, de Verenigde Staten, Frankrijk, het Verenigd Koninkrijk, Italië, Japan en Rusland besloten om een internationaal leger van 150.000 man onder het opperbevel van de Duitse veldmaarschalk Alfred von Waldersee in te zetten om hun belegerde landgenoten in Peking te redden en de opstand in de provincies neer te slaan. De Geallieerde troepen bereikten Peking op 14 augustus 1900 maar een vredesverdrag met China werd pas op 7 september 1901 ondertekend.

## Het statuut van de Herinneringsmedaille aan de Expeditie naar China (1901)
De herinneringsmedaille werd 34.500 maal toegekend door de president van de Franse Republiek. Dat geschiedde op basis van de aanbeveling van de minister waaronder de potentiële ontvanger diende. Gerechtigd waren alle officieren, matrozen en soldaten die hadden deelgenomen aan de Franse expeditie naar China tijdens de volgende periodes:
- voor zover het personeel onder gezag van het Ministerie van Oorlog betreft, al degenen die in China dienden tussen 30 juni 1900 en 8 augustus 1901 ;
- voor zover het personeel onder gezag van het Ministerie van de Marine betreft,
  - de leden van de scheepsbemanningen die tussen 30 mei 1900 en 31 december 1901 in China soldij ontvingen
  - officieren, militaire functionarissen of agenten die niet voorkomen op de monsterlijsten van de bemanning en degenen die een vergoeding ontvingen voor de dienst in China op grond van het decreet van 4 augustus 1900 of een vergoeding voor de gemaakte kosten voorafgaand aan 1 september 1900 werd toegekend. Deze bepaling was in overeenstemming met de order van de admiraal en opperbevelhebber van het Franse eskader in het Verre Oosten.

De medaille werd ook op voordracht van de minister van Buitenlandse Zaken toegekend aan de Franse burgers die deelnamen aan de verdediging van de 55 dagen lang door de boxers belegerde Westerse gezantschappen in Peking.
De wet van 15 april 1904 vergrootte het aantal mogelijke ontvangers van medaille. Nu werden ook de officieren, matrozen en soldaten, bestemd om deel te nemen aan de expeditie, die tussen 30 juni 1900 en 8 augustus 1901 in de Tonkin ontscheept werden gerechtigd deze medaille te dragen. Voorwaarde was dat ze voor dezelfde periode geen Koloniale Medaille hadden ontvangen. Alle dragers ontvingen ook een op naam gesteld diploma.
Wie een "onterende straf" opgelegd had gekregen verloor ook het recht deze medaille te dragen.

## De medaille

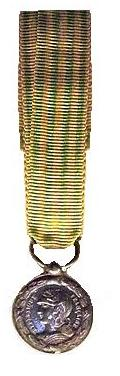
Miniatuur van de medaille

De tweede Herinneringsmedaille aan de Expeditie naar China was een ronde zilveren medaille met een diameter van 30 millimeter. De voorzijde toont in reliëf de beeltenis van de "krijgshaftige republiek" in de vorm van het profiel van een gehelmde vrouw. De helm wordt versierd met een krans van eiken - en laurierbladeren.
Het rondschrift luidt "Republique française". Op de keerzijde is een Chinese pagode omringd door een trofee met emblemen van het leger en de marine afgebeeld. De zilveren ophanghaak waarmee de medaille aan het lint is bevestigd is versierd met twee Chinese draken. Het ontwerp van Georges Lemaire is in de stijl van de art nouveau uitgevoerd.
De medaille hing aan een 36mm breed geel moirézijden lint met vier 4mm brede groene verticale strepen op gelijke afstand en werd op de linkerborst gedragen.
Op het lint wordt een zilveren gesp gedragen met de tekst "1900 CHINE 1901".
Het wettelijk voorgeschreven model van het miniatuur van de medaille is niet gelijk aan de modelonderscheiding. Rond de kleine zilveren medaille is een plastisch uitgevoerde lauwerkrans gelegd. Ook de gesp en de fraaie ophanging aan twee Oosterse draken ontbreken bij het miniatuur.
Opmerkelijk ontvangers
- Generaal Robert Nivelle
- Generaal Maurice Bailloud
- Vice-admiraal Antoine Exelmans
- Generaal Albert d' Amade
- Admiraal Raoul Castex
- Generaal Émile Edmond Legrand - Girarde
- Generaal Charles Louis Joseph Belhague
- Generaal Cesar Alix
- Generaal Baron Charles Pierre Corvisart

## Protocol
De medaille werd op de linkerborst gedragen. Wanneer men op uniformen geen modelversierselen droeg was een kleine rechthoekige baton in de kleuren van het lint voorgeschreven. De medaille werd ook als miniatuur met een doorsnede van 19 millimeter gedragen op bijvoorbeeld een rokkostuum.